# Osa simplex
Osa simplex är en tvåvingeart som beskrevs av Paramonov 1958. Osa simplex ingår i släktet Osa och familjen Pyrgotidae. Inga underarter finns listade i Catalogue of Life.